# Pregnant Mare Serum Gonadotropin

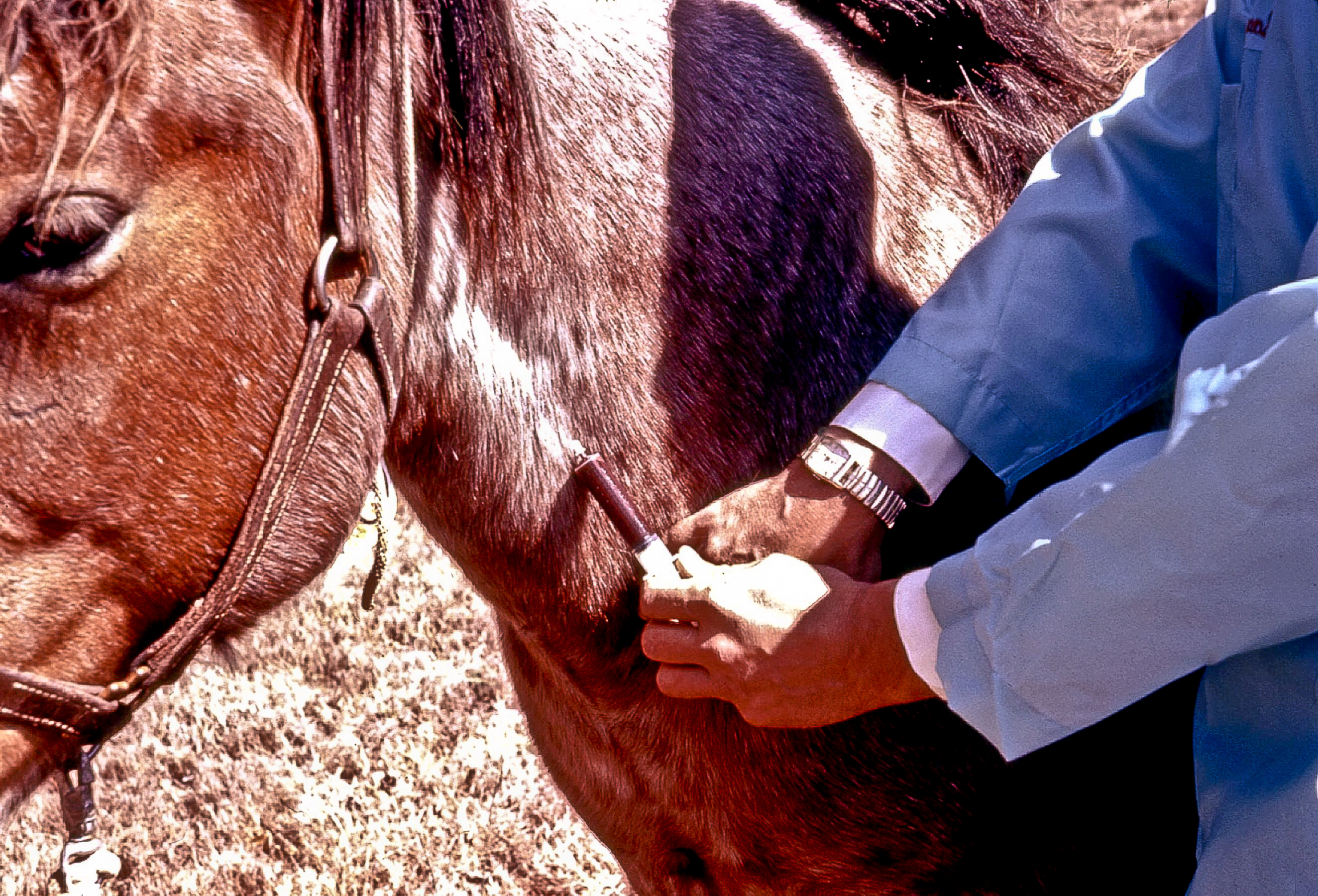
Blutabnahme beim Pferd

Pregnant Mare Serum Gonadotropin (abgekürzt PMSG), in aktuellen Fachpublikationen häufig als Equine chorionic gonadotropin (eCG) bezeichnet, auch Pferdeserum-Gonadotropin genannt, ist das von trächtigen Pferden ausgeschüttete Sexualhormon aus der Gruppe der Gonadotropine. Es stimuliert in der Anfangszeit der Trächtigkeit die Funktion der Eierstöcke. Wird das Hormon anderen Säugetieren – insbesondere Schweinen – verabreicht, erhöht es deren Fruchtbarkeit und Fleischzuwachs und ermöglicht eine zeitliche Steuerung des Geburtstermins. PMSG ist daher als Bestandteil von Tierarzneimitteln in der intensiven Tierhaltung vieler Länder zugelassen. Die Gewinnung  des Hormons erfolgt aus dem Blutserum trächtiger Stuten (sog. Blutstuten). 
Aufgrund dokumentierter Fälle von Tierquälerei in südamerikanischen Pferdezuchtbetrieben wurde diese Praxis 2015 von Tierschützern angeprangert. Die Produktion hat sich seitdem deutlich auf europäische Länder mit wesentlich besseren Haltungsbedingungen und Tierschutzgesetzen verlagert. Die Tierschützer sind jedoch auch hier der Ansicht, dass diese Produktion unnötiges Tierleid verursacht und mit vorhandenen Alternativen darauf verzichtet werden sollte. In den Produktionsländern ist das Blutserum ein wichtiger Wirtschaftsfaktor geworden, der den Pferdehaltern erhebliche Mehreinnahmen ermöglicht. Weder die Europäische Union noch die einschlägigen Ämter und Verbände in Deutschland (einem der Hauptimporteure von PMSG) haben sich bislang gegen die Verwendung des Hormons ausgesprochen.

## Physiologie
Pregnant Mare Serum Gonadotropin wird von modifizierten schmalen Chorionzellen (sogenannte „Gürtelzellen“) gebildet, die zwischen dem 35. und  38. Trächtigkeitstag in die Gebärmutterschleimhaut einwandern und die Schleimhautkrater (endometrial cups) bilden. Diese vergrößern sich bis zum 60. Trächtigkeitstag und schrumpfen vom 70. bis 120. Trächtigkeitstag. Die PMSG-Produktion korreliert dabei mit der Größe dieser Plazentabildungen. Ab Tag 35 lässt sich PMSG im Stutenserum nachweisen; die maximale Produktion erfolgt zwischen dem 60. und 65. Trächtigkeitstag und ab dem 120. Tag fällt die Serumkonzentration unter die Nachweisgrenze. Da das Hormon eine LH-Wirkung entfaltet, dient es bei der Stute vermutlich dazu, weitere Follikel zur Ovulation und Gelbkörperbildung anzuregen. Diese sekundären Gelbkörper sind für die Aufrechterhaltung der Trächtigkeit in den ersten Monaten von Bedeutung.

## Verwendung in der Tierzucht
PMSG ist ein Gonadotropin und wird in der Tierzucht zur Steuerung der Fortpflanzung (Brunstsynchronisation) vor allem in der Schweinezucht eingesetzt. In Deutschland ist es (außer in der ökologischen Tierzucht) als Hormonpräparat – ohne medizinischen Behandlungsgrund – für Schweine, Rinder, Schafe und Ziegen zugelassen. Die Hauptlieferanten sitzen in Island. Die enorm hohen Preise, die für PMSG-haltiges Stutenblut gezahlt werden, sind ein großer Anreiz für Pferdezüchter, damit Geld zu verdienen. In Deutschland ging der Fall eines Hofes aus Thüringen durch die Presse, der ebenfalls Stutenblut abnimmt.

### Skandale in Südamerika
Im Herbst 2015 deckten Tierschützer der Animal Welfare Foundation und des Tierschutzbunds Zürich Fälle von Tierquälerei auf sogenannten „Blutfarmen“ in Uruguay und Argentinien auf. Sie dokumentierten etwa durch Videos, dass den Stuten zu schnell und zu viel Blut abgenommen wurde, dass die Tiere zum Teil in einem schlechten Gesundheitszustand waren, mehrfach Abtreibungen vorgenommen wurden und überdies Misshandlungen durch die Arbeiter an der Tagesordnung waren. Das alles führt zu Erschöpfung, Abmagerung, Blutarmut, Fehlgeburten und einer geschwächten Immunabwehr der Tiere, sodass nach Recherchen der Tierschützer 30 % der Stuten pro Jahr bei zweimaliger Trächtigkeit der Stuten daran sterben. Diese Zustände werden auf mangelnde Tierschutzauflagen in Südamerika zurückgeführt. Nach entsprechenden Medienberichten gingen die Regierungen der beiden Länder den Vorwürfen nach und bestätigten sie zu großen Teilen. Es soll sich jedoch in der Folgezeit nichts wesentlich verbessert haben, wie Videoaufnahmen von 2018 zeigen.

### Situation auf Island

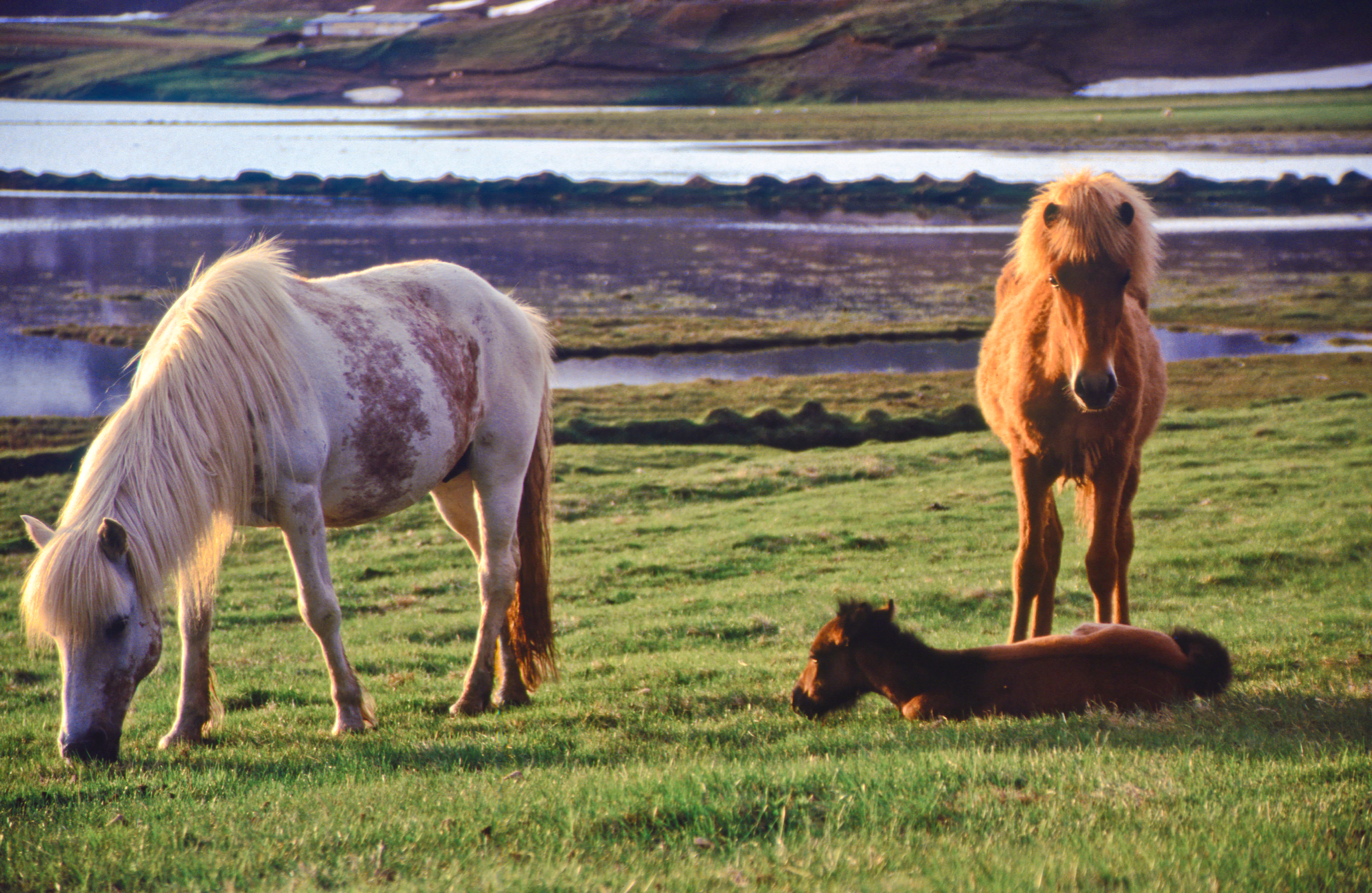
Islandpferde mit Fohlen (Nord-Island)

Obwohl es keine offiziellen Reaktionen auf die Skandale in Südamerika gab, suchten einige Tierarzneimittelhersteller neue Produzenten in Europa. Die Pharmaunternehmen Merck, Sharp & Dohme (MSD), die deutsche IDT Biologika und das französische Unternehmen Ceva Santé Animale haben nach Veröffentlichung der Recherchen von Animal Welfare Foundation e. V. und Tierschutzbund Zürich den Import aus Südamerika 2017 (MSD) und 2018 (IDT Biologika und Ceva) eingestellt. Seither beziehen sie PMSG aus Europa. Als besonders günstig – sowohl hinsichtlich des Preises, der Qualität als auch der Haltungsbedingungen auf den großen Naturweiden – erwies sich Island. 
Derzeit liefern die vorwiegend wild lebenden trächtigen Islandpferdestuten jährlich vom Spätsommer bis zum Herbst insgesamt rund 170.000 l Blut. Dazu werden die Tiere einmal in der Woche in einem Gatter fixiert und bekommen über eine Kanüle im Hals bis zu fünf Liter Blut abgenommen. Diese Prozedur wird 10 Wochen lang wiederholt. Pro Stute kommen je Saison 25 bis 40 Liter Blut zusammen. 2020 betrug der Erlös von etwa 5000 Pferden aus fast 100 Betrieben rund 10 Millionen Euro. Seit 2009 hat sich die Produktion verdreifacht und jedes Jahr schließen sich weitere Zuchtbetriebe an. Das machte Island zum größten Produzenten auf dem europäischen PMSG-Markt.
Da die Stuten durch das Einfangen, den Kontakt mit Menschen und die enge Einpferchung während der Prozedur gestresst werden, und da nach der Blutabnahme Schwindel auftreten kann, widerspricht dies dem isländischen Tierschutzrecht, in dem die Erhaltung des Wohlbefindens der Tiere festgeschrieben ist. Das und die enormen Einnahmen durch den Bluthandel sind die Gründe, warum darüber in Island bis vor Kurzem nichts an die Öffentlichkeit drang.
Der Schwedische Naturschutzverein nennt Dänemark und Deutschland als Hauptabnehmer des Hormons von isländischen Pferden.

### Reaktionen in Deutschland und Europa
Tierschutzorganisationen kritisieren den Einsatz von PMSG bezüglich der Gewinnung aus trächtigen Stuten. Das gilt auch für europäische Produktionsländer mit ausreichenden Tierschutzgesetzen, da es eine große Anzahl alternativer Medikamente gibt. Nach Aussage der Albert Schweitzer Stiftung für unsere Mitwelt gibt es weder für die EU noch für Deutschland genaue Daten über die verwendeten Mengen noch eine Meldepflicht über den Einsatz von PMSG. Der Deutsche Bauernverband hat keine Empfehlung zum Verzicht von PMSG-haltigen Präparaten ausgesprochen. Die Bundesregierung teilte 2017 mit: 

„Insgesamt reichen die derzeit vorliegenden Informationen allerdings für eine abschließende Bewertung der Tiergerechtheit des Gewinnungsprozesses nicht aus. So fehlen beispielsweise konkrete Informationen über die Menge des Blutes, die den Stuten abgenommen wird.“

 Auch die Europäische Kommission plant (Stand 2020) kein Einfuhrverbot. Eine Unterschriftensammlung für ein generelles Importverbot von PMSG mit 2 Millionen Unterzeichnern beim EU-Parlament führte nicht zum gewünschten Erfolg. Seit den Skandalen in Südamerika wurde die Produktion von PMSG auf europäische Herkunftsländer, in denen strengere Tierschutzstandards gelten, verlagert.
Die Entscheidung, welches Präparat verwendet wird, obliegt den Tierärzten. Sowohl PMSG als auch die Alternativpräparate haben unerwünschte Nebenwirkungen. Als mögliche Entscheidungsgründe für PMSG wird angegeben, dass das Hormon im Gegensatz zu den Alternativmedikamenten bei versehentlichem Hautkontakt von Menschen nicht aufgenommen wird und dass einige Alternativen bei der Ausscheidung schädlich für Wasserorganismen sind. Nach Aussage der Bundesregierung auf eine Anfrage der Fraktion Bündnis 90/Die Grünen von 2017 gäbe es Überlegungen, PMSG mithilfe gentechnischer Methoden synthetisch zu gewinnen. Das würde die Gewinnung aus Pferdeblut überflüssig machen.
100 Gramm des Hormons sollen rund 900.000 Dollar kosten und die Nachfrage steigt. In Deutschland wurden von 2013 bis 2016 rund 3,8 Millionen Einzeldosen zur Behandlung von Schweinen eingesetzt. Von 2016 bis 2019 erhöhte sich der Verbrauch auf etwa 6,4 Millionen Einzeldosen.
2020 wurde die Produktion von PMSG von der Initiative Nachrichtenaufklärung zur Vergessenen Nachricht ernannt.